# WWF Invasion
Invasion (zapisywane również jako InVasion) – gala wrestlingu wyprodukowana przez World Wrestling Federation. Odbyła się 22 lipca 2001 w Gund Arena w Cleveland w stanie Ohio. Emisja była przeprowadzana na żywo w systemie pay-per-view. Planowane wydarzenie miało być kolejną galą w chronologii cyklu Fully Loaded, co reklamowano podczas czerwcowej gali King of the Ring. Invasion było pierwszą galą pay-per-view z trwającym scenariuszem związanym z inwazją gwiazd zamkniętych federacji World Championship Wrestling (WCW) i Extreme Championship Wrestling (ECW), które wspólnie występowała przeciwko federacji WWF jako drużyna The Alliance.
Podczas gali odbyło się jedenaście walk, w tym jedna będąca częścią niedzielnej tygodniówki Sunday Night Heat. Walką wieczoru był tag-team match pięcioosobowych zespołów pomiędzy drużyną WWF oraz drużyną WCW/ECW (The Alliance), w którym drugi zespół był zwycięski. Ponadto Rob Van Dam reprezentujący The Alliance pokonał Jeffa Hardy’ego i odebrał mu WWF Hardcore Championship. Galę w systemie pay-per-view wykupiono 770 000 razy, co jest najwyższym wynikiem spośród wszystkich gal federacji niebędących częścią WrestleManii.

## Produkcja
Invasion oferowało walki profesjonalnego wrestlingu z udziałem różnych wrestlerów spośród istniejących oskryptowanych rywalizacji (storyline’ów). Kreowane były podczas cotygodniowych gal Raw is War oraz SmackDown!. Wrestlerzy są przedstawieni jako heele (negatywni, źli zawodnicy i najczęściej wrogowie publiki) i face’owie (pozytywni, dobrzy i najczęściej ulubieńcy publiki), którzy rywalizują pomiędzy sobą w seriach walk mających budować napięcie. Kulminacją rywalizacji jest walka wrestlerska lub ich seria.

### Rywalizacje

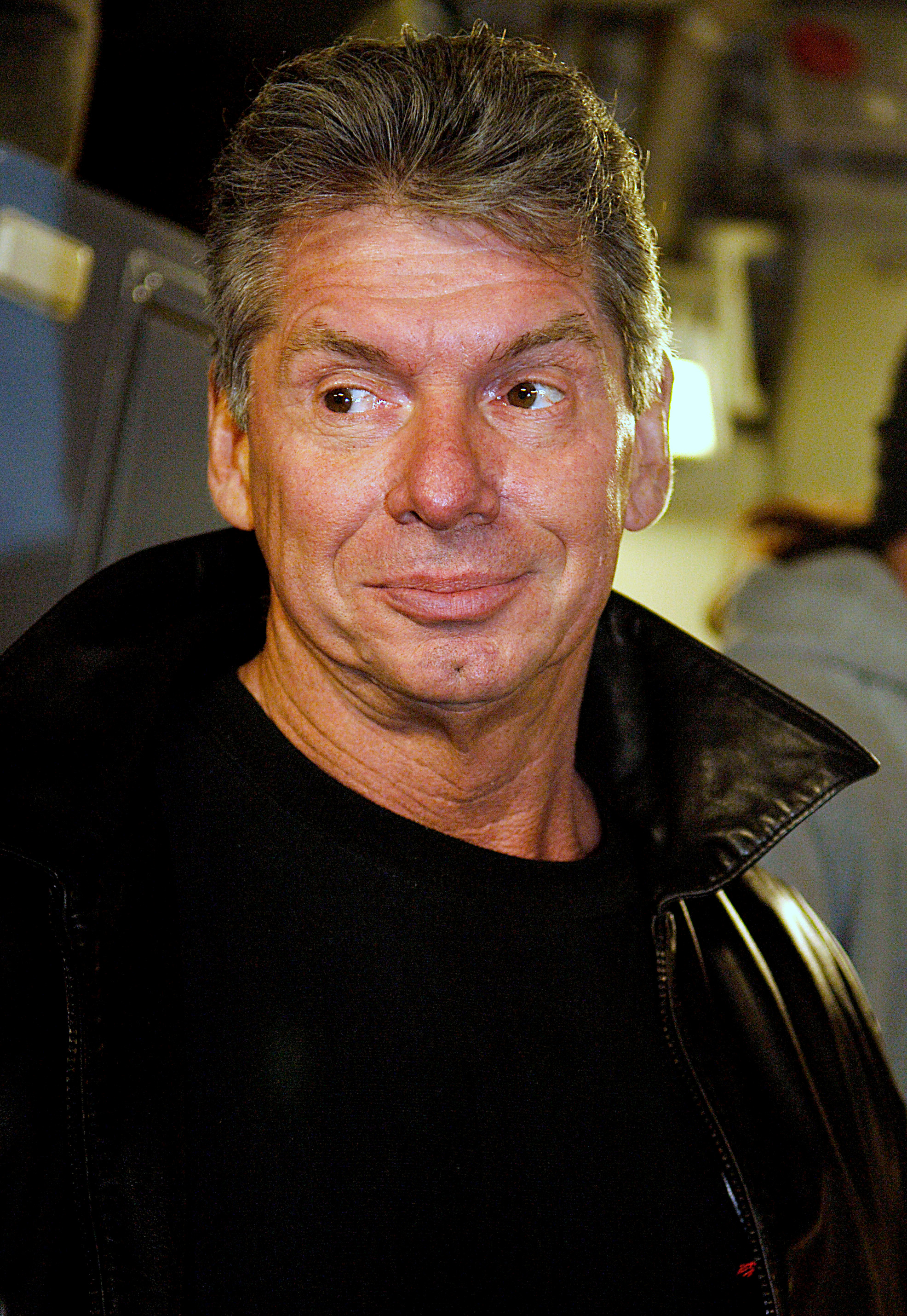
Vince McMahon – właściciel World Wrestling Federation, obecnego WWE.

23 marca 2001, World Wrestling Federation (WWF) oficjalnie zakupiło wieloletniego rywala, którym było World Championship Wrestling (WCW). Ostatni odcinek tygodniówki WCW Monday Nitro nadano 26 marca i miał on podtytuł „Night of Champions”. Tygodniówka Nitro rozpoczęła się wystąpieniem na telebimie właściciela WWF Vince’a McMahona, który ogłosił, że kilkanaście minut później ogłosi przyszłość WCW i segment z jego udziałem będzie trasmitowany jednocześnie podczas tygodniówek Nitro oraz WWF Raw is War. Rozpoczęto scenariusz, według którego jego syn Shane wcześniej zdołał odkupić WCW. Podczas WrestleManii X-Seven z 1 kwietnia, Shane pokonał Vince’a w walce typu Street Fight, podczas której na wyższych trybunach zasiedli niektórzy wrestlerzy federacji WCW. W maju i czerwcu zaczęli występować w programach WWF i atakować zawodników zwycięskiej, konkurencyjnej federacji. Podczas czerwcowej gali King of the Ring zadebiutował Booker T, który podczas walki wieczoru będącym Triple Threat matchem o WWF Championship zaatakował Stone Colda Steve’a Austina i niemalże spowodował utratę jego tytułu.
25 czerwca podczas tygodniówki Raw is War Shane McMahon zadeklarował, że on i wrestlerzy WCW zorganizują inwazję na WWF, co rozpoczęło scenariusz określony „The Invasion”. Trzy dni później podczas odcinka tygodniówki SmackDown! zostało poinformowane, że zamiast corocznej gali Fully Loaded odbędzie się gala pod tytułem Invasion, podczas której zawodnicy WWF będą walczyć z zawodnikami WCW. Ostatecznym celem WCW było "przejęcie" przynajmniej jednego z dwóch głównych programów WWF – Raw is War lub SmackDown!. Udało im się uzyskać ostatnich dwadzieścia minut odcinka Raw is War z 2 lipca na własność, wskutek czego komentatorami byli Scott Hudson i Arn Anderson, konferansjerką Stacy Keibler, sędzią Nick Patrick, zaś uczestnikami pojedynku o WCW Championship Buff Bagwell i mistrz Booker T. Pojedynek Bookera i Bagwella był negatywnie oceniany przez telewidzów oraz widownię na arenie, wskutek czego w scenariuszu ograniczono się tylko do przedstawiania WCW jako wielkiego ugrupowania chcącego unicestwić WWF. 9 lipca podczas tygodniówki Raw is War właściciel WCW Shane McMahon, który do tej pory występował jako protagonista, miał zawalczyć z Diamond Dallas Pagem w walce typu Street Fight, lecz wspólnie zaatakowali The Undertakera, wskutek czego Shane stał się antagonistą i zaczął wspierać resztę zawodników WCW. Tej samej nocy Chris Jericho i Kane (reprezentujący WWF) zawalczyli z Lance’em Stormem i Mikiem Awesomem (z WCW), lecz do ringu wkroczyli byli zawodnicy federacji Extreme Championship Wrestling (ECW) będący pod kontraktem z WWF. Zaatakowali oni Jericho i Kane’a, po czym w stronę ringu wyruszył komentator Paul Heyman (były właściciel ECW), który stwierdził, że ECW dołącza się do inwazji przeciwko WWF. Ujawniono również, że WCW i ECW połączą siły jako grupa The Alliance, która będzie reprezentowana przez Shane’a, Heymana oraz Stephanie McMahon-Helmsley, która stała się (wedle scenariusza) nową właścicielką ECW.
Po zdobyciu WWF Championship, przejściu na złą stronę oraz sprzymierzeniu się z Vince’em McMahonem, Steve Austin zaczął występować w segmentach na zapleczu jako bardziej emocjonalny i bardziej przyjacielski człowiek wobec swojego szefa – kontrastowało to z dotychczasowym charakterem Austina, który do tej pory rywalizował z McMahonem i nie obchodziły go żadne zasady. 12 lipca podczas tygodniówki SmackDown!, Vince powiedział mu, że potrzebuje „starego” Austina, który zdecydowanie przeważy siły w walce z The Alliance; Austin uścisnął mu dłoń i opuścił bez słowa. Przez większość odcinka Raw is War z 16 lipca prezentowano Austina pijącego w barze. Pod koniec odcinka wywiązała się bijatyka wrestlerów WWF, WCW i ECW w ringu, lecz na pomoc tym pierwszym przybył Austin, który pomógł przepędzić The Alliance. Utwierdzono wtedy skład drużyny WWF na galę Invasion, do której należeli Austin, Kurt Angle, Chris Jericho, Kane i The Undertaker.

## Wyniki walk
| Nr                                                                                            | Wyniki | Stypulacje                                                | Czas  |
| --------------------------------------------------------------------------------------------- | --- | --------------------------------------------------------- | ----- |
| 1H                                                                                            | Chavo Guerrero (The Alliance – 1) pokonał Scotty’ego 2 Hotty’ego (WWF – 0) | Singles match                                             | 06:43 |
| 2                                                                                             | Edge i Christian (WWF – 1) pokonali Lance’a Storma i Mike’a Awesome'a (Alliance – 1) | Tag team match                                            | 10:10 |
| 3                                                                                             | Earl Hebner (WWF – 2) pokonał Nicka Patricka (Alliance – 1) | Singles match z sędzią specjalnym Mickiem Foleyem         | 02:50 |
| 4                                                                                             | The APA (Faarooq i Bradshaw) (WWF – 3) pokonali Seana O’Haire’a i Chucka Palumbo (Alliance – 1) | Tag team match                                            | 07:17 |
| 5                                                                                             | Billy Kidman (Alliance – 2) pokonał X-Paca (WWF – 3) | Singles match                                             | 07:12 |
| 6                                                                                             | Raven (Alliance – 3) pokonał Williama Regala (WWF – 3) | Singles match                                             | 06:34 |
| 7                                                                                             | Chris Kanyon, Shawn Stasiak i Hugh Morrus (Alliance – 4) pokonali Billy’ego Gunna, Big Showa i Alberta (WWF – 3) | Six-man tag team match                                    | 04:23 |
| 8                                                                                             | Tajiri (WWF – 4) pokonał Tazza (Alliance – 4) | Singles match                                             | 05:43 |
| 9                                                                                             | Rob Van Dam (Alliance – 5) pokonał Jeffa Hardy’ego (WWF – 4) (c) | Hardcore match o WWF Hardcore Championship                | 12:24 |
| 10                                                                                            | Trish Stratus i Lita (WWF – 5) pokonały Torrie Wilson i Stacy Keibler (Alliance – 5) | Bra and Panties match z sędzią specjalnym Mickiem Foleyem | 05:04 |
| 11                                                                                            | The Alliance (Booker T, Diamond Dallas Page, Rhyno, Bubba Ray Dudley i D-Von Dudley) (Alliance – 6) pokonali Team WWF (Stone Colda Steve’a Austina, Kurta Angle’a, Chrisa Jericho, The Undertakera i Kane’a) (WWF – 5) | Five-on-five tag team Inaugural Brawl                     | 29:03 |
| (c) – mistrz/mistrzyni przed walkąH – walka była transmitowana przed PPV na Sunday Night Heat | |                                                           |       |

## Wydarzenia po gali
Po produkcji gali pay-per-view kontynuowano scenariusz związany z inwazją gwiazd WCW i ECW. Następnej doby podczas tygodniówki Raw is War Stone Cold Steve Austin wyjaśnił swoją zdradę wobec swojej drużyny tym, że czuł się nie doceniany. Zespół WCW/ECW miał już posiadaczy WWF Championship, WWF Intercontinental Championship, WWF Hardcore Championship, a także poszczególnych mistrzostw federacji WCW i ECW. Pod koniec lipca scenariusz skupił się wokół powrotu The Rocka, który po czteromiesięcznej absencji powrócił do telewizji i miał możliwość wyboru dołączenia do drużyny WWF reprezentowanej przez Vince’a McMahona oraz drużyny Alliance przez Shane’a McMahona, Stephanie McMahon i Paula Heymana. The Rock pozostał z WWF i rozpoczął rywalizację z Bookerem T o WCW Championship. W międzyczasie Austin rozpoczął swoją batalię z Kurtem Anglem o WWF Championship.